# Laumersheim
Laumersheim là một đô thị thuộc huyện Bad Dürkheim, trong bang Rheinland-Pfalz, phía tây nước Đức. Đô thị Laumersheim có diện tích 4,86 km², dân số thời điểm ngày 31 tháng 12 năm 2006 là 882 người.